# Sant German de l'Erm
Sant German de l'Erm (en francès Saint-Germain-l'Herm) és un municipi d'Alvèrnia-Roine-Alps, al nord d'Occitània. Administrativament, pertany al departament francès del Puèi Domat.